# Vladimir Jovančić
Vladimir Jovančić (in serbo Владимир Јованчић?; Sarajevo, 31 maggio 1987) è un ex calciatore bosniaco, di ruolo attaccante.

## Carriera
Ha giocato nella massima serie dei campionati serbo, sudcoreano e cinese.